# 바드르 엘 카두리
바드르 엘카두리(Badr El Kaddouri, 1981년 1월 31일, 카사블랑카 ~)는 모로코의 전 축구 선수로, 현역 시절 포지션은 레프트 백이었다.